# Catalina de Erauso

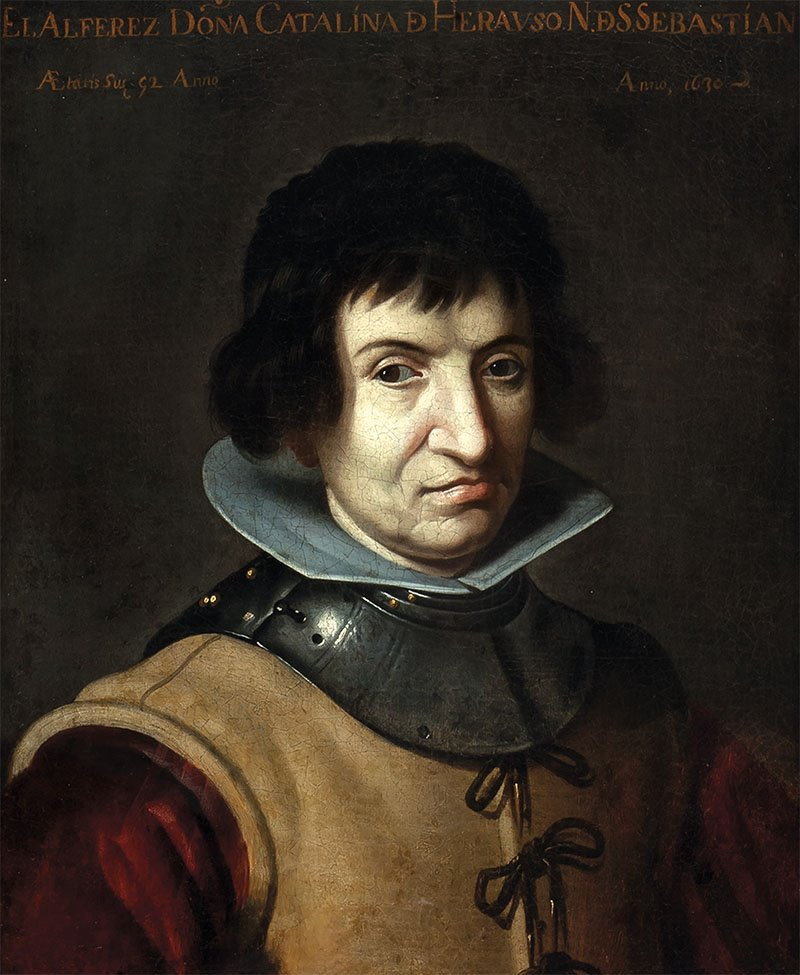
Catalina de Erauso (Portraitgemälde von Juan van der Hamen y León, 1626)

Catalina de Erauso (* 1585 oder 1592 in Donostia-San Sebastián, Spanien; † 1650 in Cuitlaxtla, Neuspanien, heute Mexiko) war eine baskische adlige Frau, die mehrere Jahrzehnte als Mann lebte. Seit Ende des 20. Jahrhunderts ist die Bewertung aufgekommen, dass sie sich ein Leben als Transmann aufbaute.

## Leben
Catalina de Erauso wurde laut Taufbuch der Pfarrei St. Vincente zu San Sebastián im Jahre 1592 biologisch weiblich geboren, in der Autobiographie hingegen wird als Geburtsjahr 1585 angegeben. Catalina war das Kind von Capitán Miguel de Erauso und María Peréz de Galarraga y Arce.
Im Alter von 4 Jahren kam das Kind auf Wunsch der Eltern zur weiteren Erziehung in einen Konvent. Mit 15 flüchtete de Erauso von dort, schnitt sein Haar kurz und kleidete sich als Mann, um unerkannt zu bleiben. Über mehrere Jahre hielt er sich, stets in Männerkleidung, unter dem Namen Francisco de Loyola an wechselnden Orten in Spanien auf, unter anderem als Hofpage, bevor er zwischen 1603 und 1607 auf dem Schiff eines Onkels anheuerte, das nach Neuspanien fuhr.
In Chile nahm er unter dem Namen Antonio de Erauso am Arauco-Krieg gegen die Mapuche teil und erreichte den Dienstgrad alférez, einen niedrigen Offizieranwärtertitel, vergleichbar dem Secondelieutenant, Fähnrich oder Unterleutnant. Er lebte wechselnd als Soldat und Händler arbeitend im heutigen Chile, Argentinien, Panama und Peru.
Um 1620 wurde er festgenommen, da er in einem Kampf seinen Gegner getötet hatte. Während des Verhörs gestand de Erauso dem Bischof von Huamanga gegenüber, biologisch eine Frau zu sein. Vorübergehend erneut in einem Konvent, schiffte er sich 1624 wieder nach Spanien ein und verfasste 1625 eine Bittschrift gegenüber dem spanischen König um eine Belohnung für seine militärischen Dienste, in diesem Rahmen verfasste er vermutlich auch seine Autobiographie. Der König gewährte ihm daraufhin eine Rente, vom Papst erhielt er die Erlaubnis, weiterhin Männerkleidung zu tragen, und die Ehrenbürgerschaft der Stadt Rom. Um 1630 kehrte er zurück nach Neuspanien und lebte dort vermutlich als Händler und Maultiertreiber bis zu seinem Tod im Jahre 1650.

## Rezeption

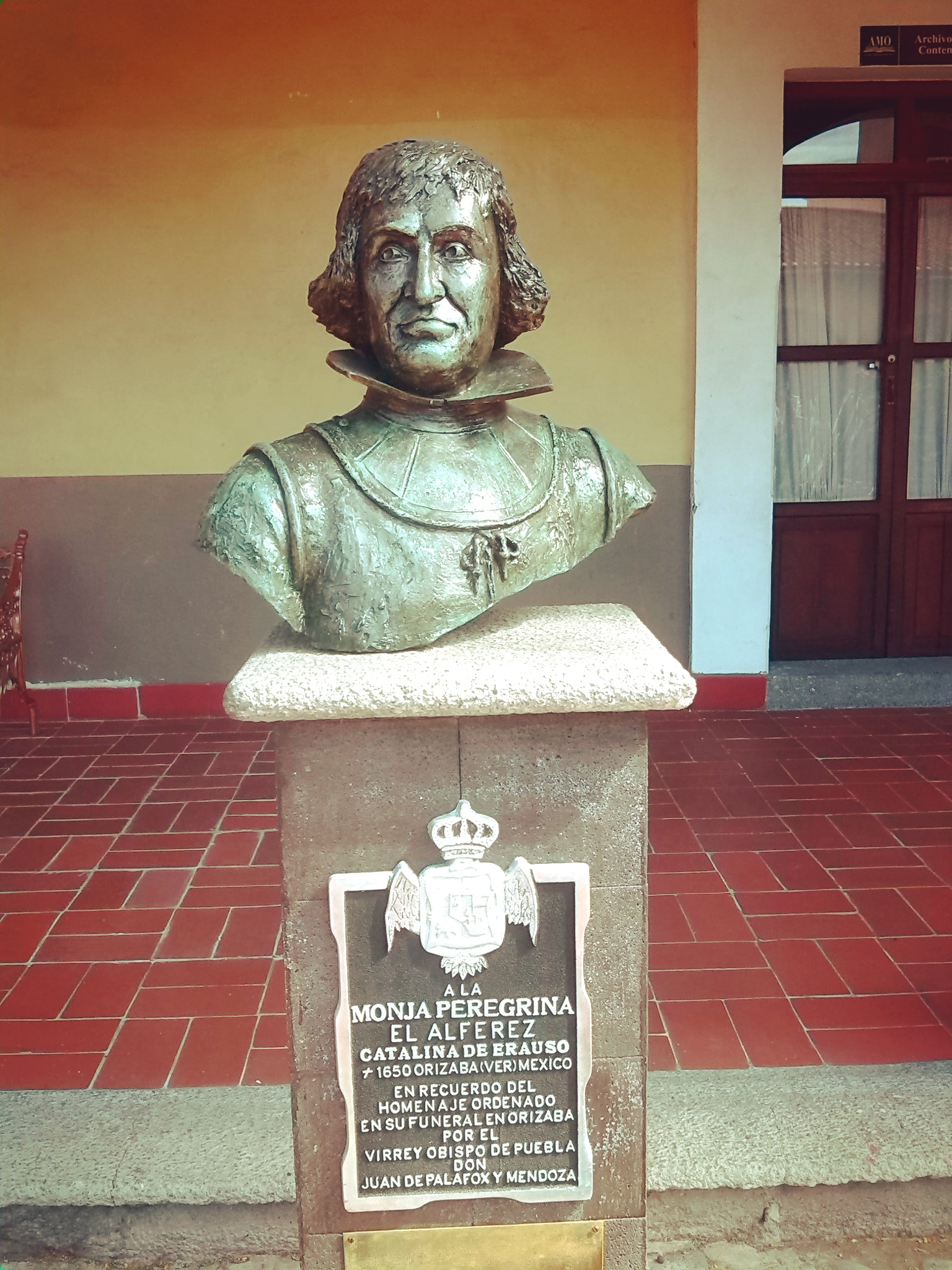
Denkmal für Catalina de Erauso in Orizaba, Mexiko.

Nach seiner Rückkehr nach Spanien 1624 verfasste oder diktierte de Erauso seine Autobiographie Vida i sucesos de la monja alférez und wurde in Spanien und seinen Kolonien rasch bekannt als La monja de alférez, die „Leutnantsnonne“. In mehreren Pamphleten, sogenannten relaciones, wurde seine Lebensgeschichte unter das Volk gebracht, 1625 wurde in Madrid über ihn ein Theaterstück von Juan Pérez de Montalbán uraufgeführt, die Comedia famosa de la Monja Alférez. Er bereiste Europa und Juan van der Hamen y León malte um 1626 sein Porträt.
Die Autobiographie wurde erstmals 1829 durch Joaquín María Ferrer Cafranga auf Spanisch publiziert und rasch in zahlreiche Sprachen übersetzt oder literarisch nacherzählt, etwa 1830 durch Ferrer auf Französisch als Histoire de la Monja-Alferez Dona Catalina de Erauso, 1830 auf Deutsch als Die Nonne-Fähnrich und 1847 auf Englisch als eigenständige Erzählung The Spanish Military Nun durch Thomas De Quincey. Die Autobiographie wurde von vielen modernen Autoren als Primärquelle kritisch untersucht. Weder ist das Originalmanuskript erhalten, noch ein darauf basierender Druck. Unklar ist nicht nur, wie sehr das Original durch die historischen Editionen verändert wurde, sondern auch Fragen zur Urheberschaft und der historischen Authentizität des Originals sind offen, zumal sich in zahlreichen Punkten des Dokumentes Ungenauigkeiten und Widersprüche finden lassen.
Seither war diese Lebensgeschichte regelmäßig Gegenstand zahlreicher historischer Arbeiten, Romane sowie Filme (etwa 1944 in Mexiko und 1987 in Spanien unter dem Titel La monja de alférez sowie 1996 als Pasages und 1987 als She must be seeing things). Denkmäler existieren in San Sebastian sowie in Orizaba, Mexiko.
Im späten zwanzigsten und frühen einundzwanzigsten Jahrhundert wurde die Lebensgeschichte zunehmend Gegenstand identitätspolitischer Forschungsfragen. In der Geschlechterforschung wurde die Frage erörtert, ob de Erauso aufgrund seiner Lebensumstände vielleicht reines Cross-Dressing betrieb (vergleiche Transvestitismus) oder ein frühes Beispiel für einen lesbischen oder Transgender-Lebensentwurf darstellt. Weil de Erauso auch nach der Offenbarung des eigenen biologischen Geschlechts weiterhin Männerkleidung trug und sich das Recht erkämpfte dies zu tun, gilt Cross-Dressing als unwahrscheinlich. Somit wäre Erauso als heterosexueller Transmann zu verstehen, da er sich bemühte, nicht nur die eigene soziale Geschlechterrolle vollständig zu wechseln, sondern sich auch Behandlungen zur Verkleinerung seiner Brüste unterzog. In seiner sexuellen Orientierung war er vollständig auf Frauen ausgerichtet.
Basken waren zu dieser Zeit innerhalb des spanischen Königreichs privilegiert und zugleich treibende Kräfte bei der Kolonialisierung Amerikas. Diese Tatsache sowie die Besonderheit der baskischen Sprache, kein Genussystem zu kennen, führten dazu, dass seine Lebensgeschichte auch hinsichtlich seiner Herkunft aus dem Baskenland wiederholt untersucht wurde.